# Iván Esteban de Bulgaria
Iván Esteban (en búlgaro: Иван Стефан) (c.1300/1301-1373 (?)) gobernó como zar de Bulgaria durante ocho meses de 1330 a 1331. Fue el hijo mayor del emperador Miguel III Shishman y Ana Neda de Serbia, una hija del rey Esteban Uroš II Milutin de Serbia. Después de la ascensión de su padre al trono en 1323 Iván Esteban fue asociado como coemperador. Cuando Miguel III Shishman se divorció de Ana Neda para casarse con Teodora Paleóloga, la hija del emperador bizantino Miguel IX Paleólogo, en 1324, Iván Esteban fue exiliado junto con su madre y su hermano a un monasterio. En el verano de 1330 se convirtió en emperador de Bulgaria con la ayuda de su tío Esteban Dečanski. Después de ser depuesto en un golpe de Estado por la nobleza de Tarnovo, huyó junto con Ana Neda a los dominios del hermano de su padre Belaur en Niš y después a Dubrovnik. Fue expulsado después de allí por Esteban Dušan bajo la presión de Iván Alejandro. Iván Esteban probablemente murió en Nápoles.